# لشکر بیست و هفتم زرهی (ورماخت)
لشکر ۲۷ موتوریزه پنزر (انگلیسی: 27th Panzer Division) عنوان منتسب به واحد بیست‌وهفتم از لشکر پنزر ارتش آلمان نازی در طول جنگ جهانی دوم می‌باشد که در نبردهای موتوریزه مشارکت عمده‌ای داشت.